# Wrexham (hrabstwo)
Wrexham (wal. Wrecsam) – hrabstwo miejskie w północno-wschodniej Walii. Od wschodu graniczy z Anglią, od zachodu z hrabstwami  Flintshire i Denbighshire a od południa z hrabstwem Powys. Ośrodkiem administracyjnym jest miasto Wrexham.

## Miejscowości
Na terenie hrabstwa znajdują się następujące miejscowości (w nawiasach liczba ludności w 2011):

- Wrexham (61 603)
- Rhosllanerchrugog (13 501)
- Cefn-mawr (7051)
- Coedpoeth (5723)
- Gresford (5010)
- Llay (4681)
- Chirk (4007)
- Ruabon (3357)
- Rhostyllen (2766)
- Tanyfron (2090)
- Rossett (2007)
- Trevor (1453)
- Bradley (1323)
- Holt (1113)
- Bangor-on-Dee (1110)
- Marchwiel (1092)
- Overton (965)
- Bwlchgwyn (855)
- Glyn Ceiriog (804)
- Cross Lanes (609)
- Froncysyllte (606)
- Penley (606)
- Pentre Maelor (305)
- Gwynfryn (303)